# Schronisko w Okrążku
Schronisko w Okrążku – schronisko w skale Okrążek w grupie Skałek Piekarskich na lewym brzegu Wisły w miejscowości Piekary pod Krakowem. Pod względem geograficznym znajduje się na Obniżeniu Cholerzyńskim w obrębie makroregionu Bramy Krakowskiej.
Schronisko znajduje się na wysokości około 8 m w połowie długości pionowej ściany Kamieniołomu w Piekarach. Dojście do niego możliwe jest skalną, eksponowaną półką od prawej strony. Jest to niewielkie schronisko o długości około 3 m. Składa się ciasnej komory o wysokości około 1,5 m.
Schronisko powstało w skalistych wapieniach jury późnej. Jest oświetlone, chociaż jego otwór częściowo zasłaniają rosnące na skalnej półce krzewy. Na ścianach otwory rosną mchy i paprocie. Jest zanieczyszczone.
Znane było od dawna. Dokumentację sporządził P. Malina w sierpniu 1999 r., on też opracował plan. W 2009 r. zaktualizowali dane A. Górny i M. Szelerewicz.

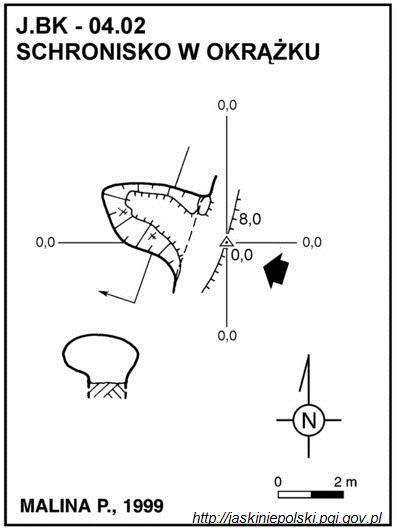
Plan